# Uspachus colombianus
Uspachus colombianus är en spindelart som beskrevs av Galiano 1995. Uspachus colombianus ingår i släktet Uspachus och familjen hoppspindlar. Inga underarter finns listade i Catalogue of Life.